# قندی‌آغاج
قندی‌آغاج (قزاقی: Қандыағаш) یک منطقهٔ مسکونی در قزاقستان است که در استان آق‌تپه واقع شده‌است. قندی‌آغاج ۲۹۱۶۹ نفر جمعیت دارد.